# Distrikt Chiliquín

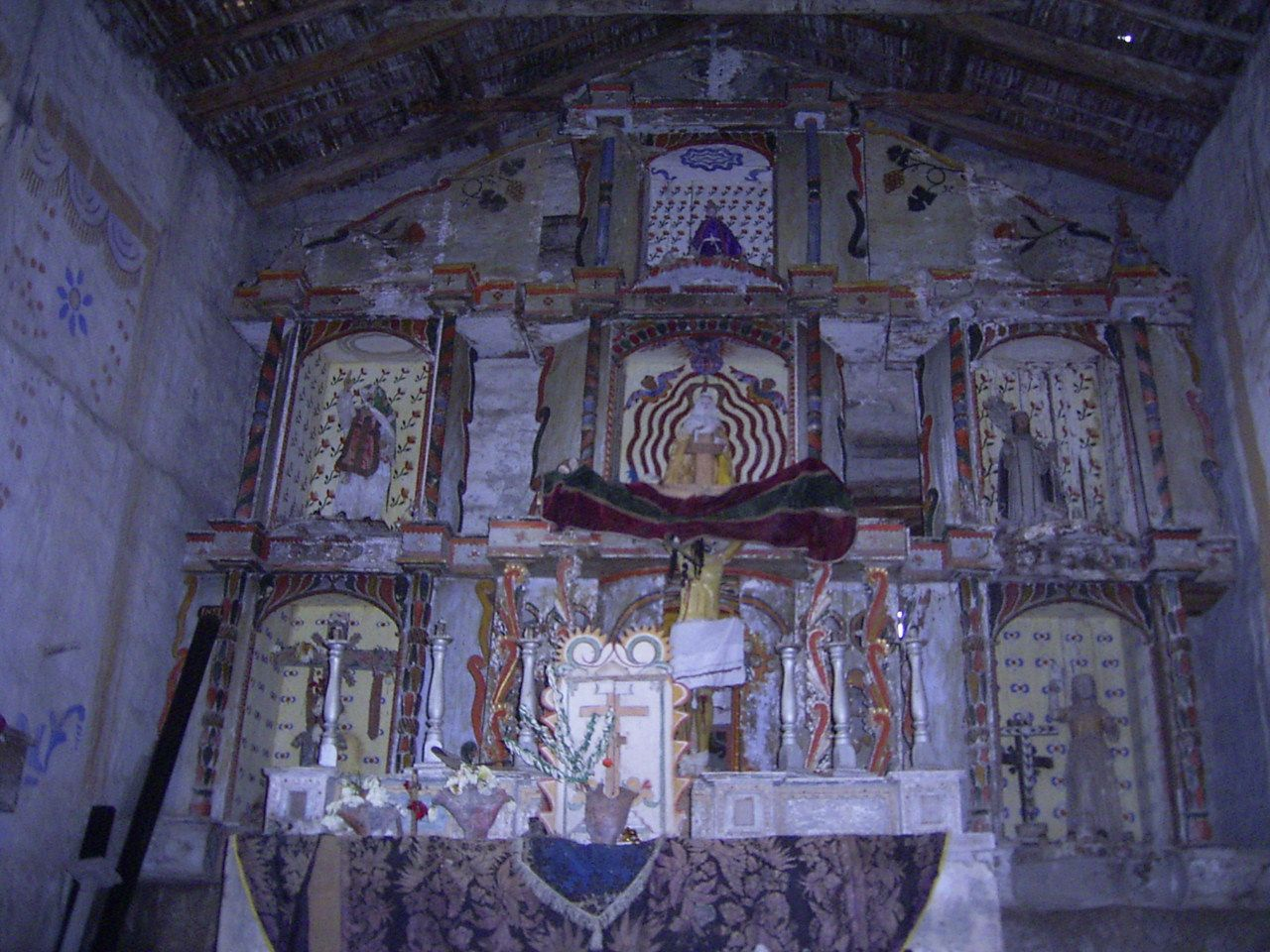
Das Altarbild der Kirche

Der Distrikt Chiliquín ist einer von 21 Distrikten der Provinz Chachapoyas in der Region Amazonas in Nord-Peru. Die Distriktfläche beläuft sich auf 142 km². Beim Zensus 2017 wurden 628 Einwohner ermittelt. Im Jahr 1993 lag die Einwohnerzahl noch bei 1269, im Jahr 2007 bei 851. Sitz der Distriktverwaltung ist die 2670 m hoch gelegene Ortschaft Chiliquín mit 112 Einwohnern (Stand 2017). Chiliquín befindet sich 22 km nordöstlich der Provinz- und Regionshauptstadt Chachapoyas.

## Geographische Lage
Der Distrikt Chiliquín befindet sich im Hochgebirge in den Anden. Chiliquín ist nur zu Fuß oder mit dem Maultier erreichbar, eine Straße existiert nicht. Ebenso ist der gesamte Distrikt nicht an das Elektrizitätsnetz angeschlossen.
Der Distrikt grenzt im Westen an den Distrikt Jumbilla (Provinz Bongará), im Nordosten an den Distrikt Asunción, im Osten an den Distrikt Quinjalca sowie im Süden an den Distrikt Sonche.

## Dörfer und Gehöfte im Distrikt Chiliquin
- Alizo
- Cactron
- Challo
- Chila
- Corrales
- Cuelcho
- Culao
- Estancia
- La Aguada
- Laran
- Lechal
- Legia
- Llamamarca
- Obsac
- Pucayacu
- Puechcal
- Pulbilon
- Retama
- Romerillo
- San Cristobal
- Santa Rosa Cuelcho
- Semita
- Sengache
- Shoimal
- Sispucro
- Taijo
- Taupa
- Taupahuayco
- Tunas
- Tunaspata
- Vence
- Vininguil
- Vituya
- Yurumarca